# Darth Maul
Darth Maul – jeden z bohaterów Gwiezdnych wojen. Przedstawiciel rasy Zabrak, uczeń Dartha Sidiousa, urodzony na planecie Dathomira. Jego całe ciało było pokryte tatuażami. Bronią Maula był dwustronny miecz świetlny o czerwonych ostrzach. W filmie Mroczne widmo w rolę Dartha Maula wcielił się brytyjski kaskader – Ray Park, a głosu użyczył mu aktor Peter Serafinowicz.

## Życiorys

### Mroczne widmo
W roku 32 BBY wziął udział w zaplanowanych przez swojego mistrza wydarzeniach, związanych z inwazją na Naboo. Gdy mistrz Jedi Qui-Gon Jinn i jego uczeń Obi-Wan Kenobi uciekli ze statku Federacji Handlowej, Darth Sidious zlecił Darthowi Maulowi odnalezienie ich i zabicie. Maul odnalazł Jedi na planecie Tatooine i stoczył pojedynek z Qui-Gonem. Pojedynek nie został ukończony z powodu ucieczki mistrza Jedi.
Darth Maul spotkał się ponownie z Qui-Gonem i Obi-Wanem na planecie Naboo i stoczył z nimi walkę. Podczas walki udało mu się zabić Qui-Gon Jinna. Obi-Wan zaatakował Sitha niszcząc jedną stronę jego miecza świetlnego. Darth Maul w odpowiedzi pchnął Mocą Obi-Wana w przepaść, gdzie Jedi stracił swój miecz świetlny i o mało co nie spadł, w ostatniej chwili łapiąc się przycisku. Gdy Darth Maul podszedł na krawędź przepaści, Obi-Wan wyskoczył z niej, przyciągnął Mocą miecz Qui-Gon Jinna i przeciął Dartha Maula na pół. Ciało Sitha spadło w otchłań.

### Wojny klonów
Brat Maula, Savage Opress, z polecenia przywódczyni Sióstr Nocy, matki Talzin, wyruszył na poszukiwania Maula. Znalazł go w podziemiach złomowiska na Lotho-Minor. Maul przetrwał tylko dzięki dolnej połowie ciała zbudowanej ze złomu, która  przypominała ciało pająka. Savage i Maul wspólnie postanowili dokonać zemsty na Obi-Wanie.

### Rebelianci
W 3 roku BBY Maul próbował przeciągnąć młodego Ezrę Bridgera na ciemną stronę Mocy, ale mistrz młodzieńca, Kanan Jarrrus odkrył, że Maul jest zły. W walce mistrza Jedi i Ahsoki Tano z byłym Sithem, Maul oślepił Kanana a Ahsoka Tano poszła po Ezrę Bridgera. Ostatecznie Kanan Jarrrus założył maskę i za pomocą Mocy zepchnął Maula do przepaści. Sithowi udało się jednak ujść z życiem. W 2 BBY, Maul poleciał na Tatooine wraz z Ezrą Bridgerem. Tam został zabity przez Obi-Wana Kenobiego, po krótkim pojedynku.

## Expanded Universe (Legendy)
Odkąd skończył 12 lat, szkolony przez Dartha Sidiousa na Lorda Sithów. Był silny Mocą i doskonale walczył podwójnym mieczem świetlnym. Po zakończeniu szkolenia pomyślnie ukończył próbę, na końcu której walczył ze swoim mistrzem.
Gdy mistrz uznał go już za godnego zaufania, powierzył mu bardzo ciężkie zadanie. Maul miał wprowadzić chaos i zamieszanie w największej organizacji przestępczej w galaktyce nazywającej się Czarne Słońce. Wypełnił zadanie niszcząc dwie stacje kosmiczne i zabijając przywódców Czarnego Słońca.
Podczas kolejnej misji śledził zdrajcę z Federacji Handlowej, potem ścigał człowieka o nazwisku Pawan, który zdobył niebezpieczne informacje o planowanej blokadzie Naboo. Podczas misji doprowadził do śmierci dwóch Jedi, wysoko usytuowanego Hutta i monstrum odpornego na Moc – taozina. Przeżył dwa potężne wybuchy i upadek z wielkiej wysokości. W końcu zgładził Pawana, a holokron wrócił w ręce Sithów.
Istnieje kilka wersji dalszych losów Maula:
- W opowiadaniu z serii Star Wars Tales Maul został przywrócony do życia w próbie zastąpienia nim Lorda Vadera. Vader i Maul stoczyli pojedynek, który ostatecznie wygrywa ten pierwszy. Odrodzony Maul z tej opowieści jest tworem Mocy, przywróconym do życia poprzez nienawiść.
- W opowiadaniu komiksowym Stare rany z serii Visionaries Maul przeżył spotkanie z Obi-Wanem i Qui-Gonem mimo że ten pierwszy przeciął go w połowie. Po roku 19 BBY jako cyborg z nieorganiczną dolną połową ciała zjawił się na Tatooine, by zabić Obi-Wana. Zginął z rąk Jedi oraz Owena Larsa.
- W innej opowieści szalony naukowiec z Iridonii odzyskał mózg i rdzeń przedłużony Maula i wykorzystał go do sterowania holograficznym „widmem” Lorda Sithów.

## Kontrowersje
Przez 13 lat we wszystkich źródłach poświęconych uniwersum Star Wars panowała zgoda, że Maul zginął w pojedynku na Naboo. Jednak w 2012 roku w czwartym sezonie serialu Gwiezdne wojny: Wojny klonów zaprzeczono temu. W nowej wersji zdarzeń Maul przeżywa przecięcie na pół i upadek do bardzo głębokiego szybu, po latach szukając zemsty na Obi-Wanie Kenobim. Zignorowanie dotychczasowych źródeł wywołało negatywne reakcje wśród społeczności fanów Gwiezdnych wojen. Kontrowersje związane z tym retconem podzieliły fanów na zwolenników zmieniania dotychczasowego kanonu, jak i tych, którzy byli za trzymaniem się dotychczasowej twórczości autorów Expanded Universe.